# Palacio de Cristal
Palacio de Cristal (Krystalpaladset / Glaspaladset) i El Retiro er et eksempel på den såkaldte jernarkitektur (en) i Madrid. Det var planlagt som et drivhus for tropiske planter i anledning af en udstilling 1887 om Filippinerne, Exposición General de las Islas Filipinas. Det benyttes nu som et af udstillingsstederne for Reina Sofía-museet.
Arkitekt var Ricardo Velázquez Bosco (en), inspireret af Crystal Palace fra 1851 i Hyde Park i London.
Bygningen ligger ud til en kunstig sø Estanque del Palacio de Cristal (es) og er omgivet af hestekastanjer.
Den er dækket af store glasplader og har keramisk udsmykning i små friser og topudsmykninger. af Daniel Zuloaga (en).
I 1975 blev der udført en omfattende reparation, der bragte den tilbage til det oprindelige udseende.
| - Panoramabillede hen over den kunstige sø |

| - Palacio de Cristal i forskellig belysning |

| - Udsmykningsdetaljer - Detalje af fliseudsmykningen af keramikeren Daniel Zuloaga. |